# Rūta Meilutytė
Rūta Meilutytė, nekdanja litovska plavalka, * 19. marec 1997.
Za Litvo je nastopila na Poletnih olimpijskih igrah 2012 v Londonu, kjer je osvojila zlato medaljo. Poleg tega je nosilka ženskega svetovnega rekorda v plavanju na 100 metrov prsno v kratkih bazenih.